# Parlamentsvalget i Portugal 1871
Parlamentsvalget i Portugal 1871 blev afholdt den 9 juli 1871.

## Parties
- Avilistas
- Constituintes
- Históricos
- Reformistas
- Partido Regenerador

## Resultater
| Parti                      | Stemmer | %     | Mandater |
| -------------------------- | ------- | ----- | -------- |
| Históricos                 | 600,000 | 74,98 | 31       |
| Avilistas                  | 200,000 | 24,99 | 27       |
| Partido Regenerador        | 8000    | 9,99  | 22       |
| Reformistas                | 6200    | 7,82  | 14       |
| Constituintes              | 6000    | 7,49  | 8        |
| Total                      | 800,200 | 100   | 107      |
| Noter: tabel ufuldstændig. |         |       |          |
| Kilde:                     |         |       |          |

## Notes and references
1. ↑  "Eleições de 1871" (portugisisk). Arkiveret fra originalen 11. januar 2005. Hentet 8. september 2014.